# Chorisepalum
Chorisepalum es un género de plantas con flores perteneciente a la familia Gentianaceae.  Comprende 7 especies descritas y de estas solo 5 aceptadas.

## Taxonomía
El género fue descrito por  Gleason & Wodehouse y publicado en Bulletin of the Torrey Botanical Club 58: 451. 1931.

## Especies aceptadas
A continuación se brinda un listado de las especies del género Chorisepalum aceptadas hasta marzo de 2014, ordenadas alfabéticamente. Para cada una se indica el nombre binomial seguido del autor, abreviado según las convenciones y usos. 
- Chorisepalum carnosum Ewan
- Chorisepalum ovatum Gleason
- Chorisepalum psychotrioides Ewan
- Chorisepalum rotundifolium Ewan
- Chorisepalum sipapoanum (Maguire) Struwe & V.A.Albert